# Mejencerta (Quenes)
Mejencerta (em armênio: Մժնկերտ; romaniz.: Mžnkert) é uma aldeia na Armênia Ocidental, no distrito de Quenes, na província de Erzurum. Fica a poucos quilômetros ao norte da cidade de Quenes, na margem esquerda do rio Mejencerta, numa ravina na encosta do monte Biuracne, na estrada Quenes-Erzurum.

## História
Historicamente, no território no qual Mejencerta está localizada, situava-se o dartacerta (propriedade rural) de Mejencerta, que fazia parte do distrito (gavar) de Varasnúnia da província da Turuberânia do Reino da Armênia. No Império Otomano, fez parte do caza (distrito) de Quenes do sanjaco de Erzurum do vilaiete de Erzurum. Em 1885, contabilizou-se 15 mil armênios, enquanto em 1915 havia cinco mil armênios e 40 mil turcos. Havia uma Igreja de Santa Mãe de Deus feita em pedra e em frente à vila, numa colina, ficava o mosteiro de Mejencerta e Precursor (João Batista).